# Сироватковий білок

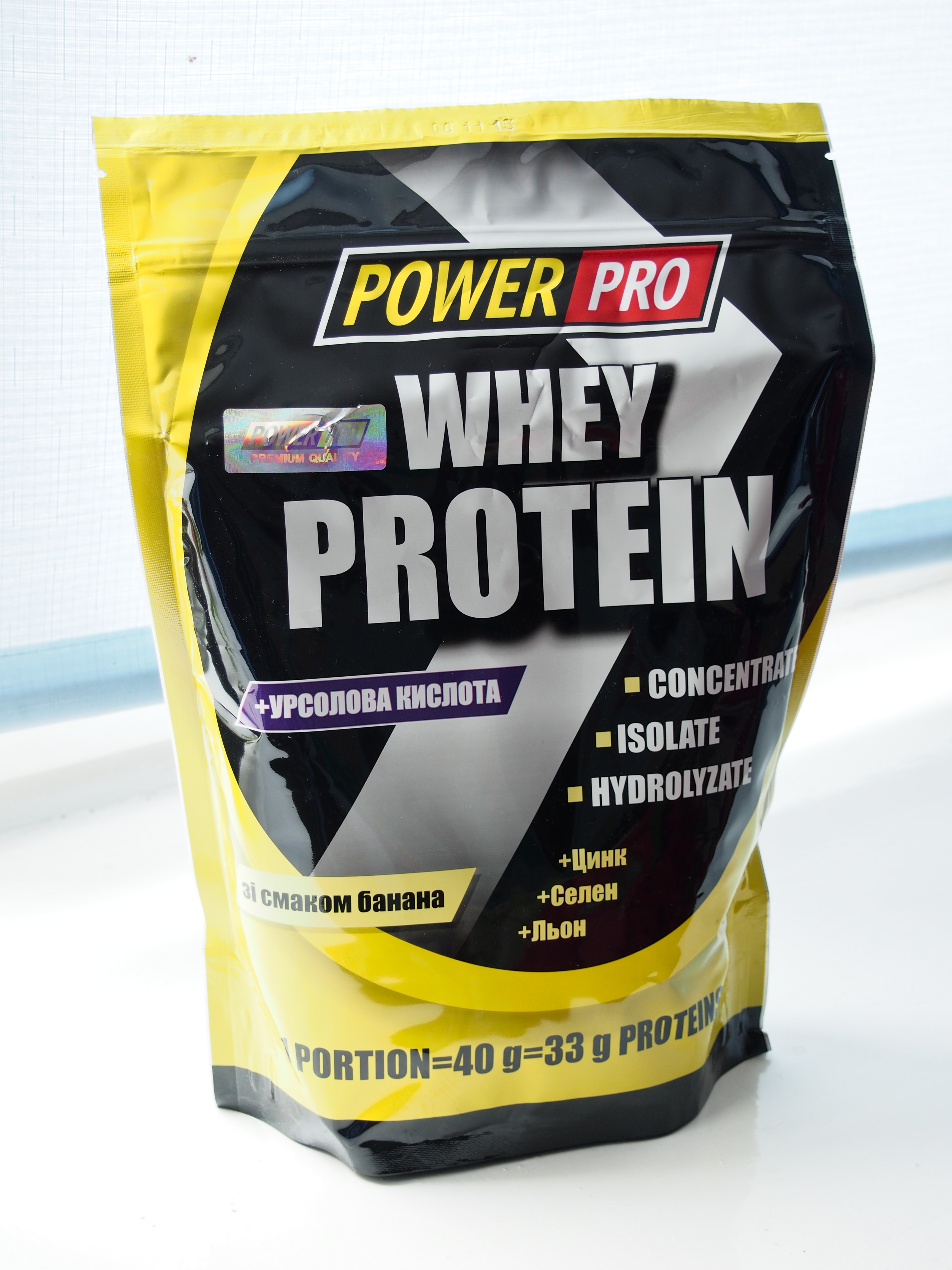
Сироватковий білок широко застосовується для спортивного харчування

Сиро́ватковий біло́к — суміш глобулярних білків, яку виділяють із сироватки; побічний продукт виробництва сиру.
Продається як харчова добавка у вигляді водорозчинних протеїнових порошків і коктейлів. Також використовується у виробництві дитячого харчування.

## Склад
Сироватковий білок складається з низки глобулярних білків. Білки коров'ячого молока складаються на 20% з сироваткового білку та на 80% із казеїну, у той час як білки людського молока це на 60% сироватковий білок і на 40% казеїн. Білкова частина сироватки становить приблизно 10% сухої маси. Ці білки зазвичай є сумішшю бета-лактоглобуліну (~65%), альфа-лактальбуміну (~25%), бичого сироваткового альбуміну (~8%) та імуноглобінів. Ці білки є водорозчинними у нативному стані, незалежно від рівня pH.
Амінокислота цистеїн у сироватковому білку є субстратом для синтезу глутатіону у тілі, що є важливим клітинним антиоксидантом; лабораторні експерименти вказують, що сироватковий протеїн та його компоненти можуть знижувати ризик раку у тварин, хоча це питання для майбутніх досліджень.